# Māshātūk
Māshātūk (persiska: ماشاتوک) är en ort i Iran.   Den ligger i provinsen Gilan, i den nordvästra delen av landet, 250 km nordväst om huvudstaden Teheran. Antalet invånare är 753.
Terrängen runt Māshātūk är platt, och sluttar norrut. Runt Māshātūk är det tätbefolkat, med 659 invånare per kvadratkilometer. Närmaste större samhälle är Rasht, 10,0 km öster om Māshātūk. Trakten runt Māshātūk består till största delen av jordbruksmark.